# Изангрим
Изангрим (на немски: Isangrim, † 4 януари 941) е 10. епископ на Регенсбург от 930 до 941 г.
Както първите епископи на Регенсбург Изангрим е абат-епископ и също ръководител на манастир Санкт Емерам. Епископството е опустошено от нападенията на унгарците. На 14 януари 932 г. се състои синод в катедралата на Регенсбург. Присъстват малко епископи, между тях са Уодалфрид от Айхщет, Волфрам от Фрайзинг и Герхард от Пассау.